# Fasiszta gazdaságpolitika

A római fasces, amelynek nevéből a fasizmus kifejezés is ered

A fasiszta gazdaságpolitika kifejezés azokat a gazdaságpolitikai intézkedéseket takarja, amelyeket a tekintélyuralmi berendezkedésű, fasiszta ideológiát követő országok (többek között Olaszország, Németország, Spanyolország) vezettek be a 20. század első felében. A gyűjtőfogalom használata ellenére a történészek és gazdaságtörténészek vitatják a specifikusan fasiszta jellegű gazdaságpolitika létezését. Baker például megerősíti, hogy létezik egy olyan jól körülírható gazdaságpolitikai-gazdaságirányítási rendszer, amely a fasizmusra jellemző és amely lényeges jellemzőit tekintve eltér a más ideológiai berendezkedésű országok gazdaságpolitikájától. Ezzel szemben Payne, Paxton, Sternhell, et al. úgy találta, hogy bár a fasiszta országok gazdaságpolitikája bizonyos vonásokban hasonlóságot mutatott, de lényegében nem létezik fasiszta gazdaságpolitika. Ezen túlmenően Feldman és Mason azt állítja, hogy a fasizmust a koherens gazdaságpolitika és a komoly gazdaságpolitikai döntések hiánya jellemzi. Véleményük szerint a fasiszta vezetők által hozott gazdaságpolitikai döntéseket semmilyen közgazdasági modell alapján nem lehet megmagyarázni, illetve azokba beilleszteni.

## A fasiszta országok gazdaságának általános jellemzői
A fasiszta országok gazdaságának egyik alapvető jellemzője a dirigizmus, azaz egy olyan gazdasági rendszer, amelyben az állam igen erős irányító szerepet játszik és lényegében a felügyelete alá vonja a termelést és az erőforrások elosztását. Általánosságban véve a fasiszta országok gazdasága, kivéve egyes államosított iparágakat, a magántulajdonon alapult és kapitalista vonásokat mutatott, de még a magántulajdonú vállalatok is nagymértékben függtek az államtól.
A fasizmus eszme alapját lényegében a szociáldarwinizmus adta, vagyis az emberi csoportok, nemzetek vagy eszmék közötti versengés, az erősek támogatása és a gyengék kiszelektálása. A gazdaságpolitika terén ez úgy csapódott le, hogy a sikeres, a kormányzattal jó viszonyt ápoló üzletembereket támogatták, míg a munkásosztályt és képviselőit (szakszervezetek) elnyomták. Gaetano Salvemini olasz történész 1936-ban leírta, hogy a fasizmus az adófizetőket teszi felelőssé a magánvállalkozások sikeréért, mivel "az állam fizet a magáncégek baklövéseiért... a profit magánügy, a veszteség közügy." A fasiszta kormányzatok mindenesetre bátorították a profitorientált magánvállalkozásokat és kiemelten támogatták a nagyvállalatokat, azonban cserébe azt követelték ezektől, hogy tevékenységük során mindig tartsák szem előtt a nemzet érdekeit.
A fasiszta gazdaságirányítás egyik központi tétele volt, hogy a gazdasági jólét automatikusan követi majd a nemzet kulturális-spirituális újjáéledését. A másik jellemzője a koherencia hiánya volt: a fasiszta pártok tagjai gyakran is egymásnak ellentmondó kijelentéseket tettek az általuk támogatott gazdaságpolitikai lépésekről. Hatalomrajutásuk után a fasiszta politikusok a politikai céloknak teljesen alárendelt gazdaságpolitikai programot követtek. A hosszabb ideig fasiszta berendezkedésű országok (mint például az Olasz Királyság 1922-től 1943-ig Benito Mussolini alatt) időnként radikális változásokat eszközöltek a gazdaságpolitikában. Bár a fasiszta mozgalmak védelmükbe vették a magántulajdont, amely "az egyén szabadságának és spontaneitásának" elidegeníthetetlen része, lényegében mégis az egyén önrendelkezési képessége, vagy egyes esetekben akár a kapitalista gazdasági berendezkedés eliminálását tűzték ki célul hatalomra kerülésük után.
A fasiszták ideológiai alapon szemben álltak mind a nemzetközi szocializmussal, mind a liberális (szabadelvű) kapitalizmussal, amelyekkel szemben ők a "harmadik utas megoldást" kínálták. Állításuk szerint olyan realista gazdasági alternatívát ajánlottak, amelyik nem kommunista és nem is laissez-faire kapitalista. Az osztályharccal szemben a korporativizmust és a gazdasági érdekcsoportok együttműködését favorizálták, mivel nézeteik szerint az egyenlőtlenségek és a társadalmi osztályok közötti különbségek természetesek és jó hatással vannak a társadalomra (a szocialistákkal ellentétben). A fasiszták az állam szerepét az érdekcsoportok közötti közvetítésben látták (a szabadelvű kapitalistákkal ellentétben).
Általánosságban a fasiszta kormányzatok gátolták vagy egyenesen betiltották a külkereskedelmet, mivel úgy tartották, hogy a kiterjedt külkereskedelmi kapcsolatok függővé teszik a nemzetet a külföldi tőkésektől és sebezhetővé teszik az ország ellen bevezetett gazdasági szankciókkal szemben. A fasiszta gazdaságpolitika egyik jellemző célkitűzése az autarkia, az önállóság elérése vagy az arra való törekvés.
A fasizmus másik jellemzője, hogy agresszív külpolitikájuk, militarista nézeteik miatt jelentősen megnövelték a katonai kiadásokat és kiterjedten támogatták a hadiipart.

## A német nemzetiszocialista állam gazdaságpolitikája
A náci mozgalom kezdetben mutatott antikapitalizmusa eredeti formájában sem törekedett a tulajdonviszonyok lényeges megváltoztatására – kivéve a párton belüli „baloldal” vezetőjének, a befolyását, majd 1934-ben az életét is elvesztő Gregor Strassernek a csoportját. A „nemzetközi zsidó tőke” elleni hangzatos támadások általában a haza „produktív” tőke támogatásával kapcsolódtak össze.
Hitler hatalomra kerülése után kormánya a német nagytőkével szorosan együttműködve lépett fel az 1929-33-as nagy gazdasági világválság hatásának csillapítása, felszámolása érdekében. A teljhatalmú gazdasági vezető, Hjalmar Schacht módszerei kezdetben nem sokban különböztek az amerikai New Deal megoldásaitól. Állami megrendelésekkel, nagy építkezések, többek között az autópályák építésének beindításával – vállalva az állam nagyfokú eladósodását – keresletet teremtettek, ami felszívta a munkanélküliséget. A munkanélküliség csökkenése, megszűnése pedig megint keresletet támasztott a fogyasztási cikkek iránt, anélkül is, hogy a reálbérek növekedtek volna. Így a tőkések profitrátája nem csökkent, bevételeik pedig hatalmas mértékben megemelkedtek. A tömegek helyzete így is látványosan javult a teljes foglalkoztatottság körülményei között, a rendszer tömegtámogatása látványosan megerősödött.
A mezőgazdaság terén a még 1933 őszén elfogadott Erbhofgesetz a kis- és középparaszti birtokok védelme érdekében az elsőszülött fiúk kivételével a parasztifjúságot kizárta az örökösödésből és így a mezőgazdaságból. A teljes foglalkoztatottság azonban számukra is biztosított munkalehetőséget, de a végső megoldást a keleten meghódítandó földterületekben látták. Ez a réteg lett a Waffen-SS legnagyobb utánpótlási forrása is.
1936 után azonban már a hagyományos német iparágak vezetőinek akarata, kétkedései ellenére is folytatódott, a fegyverkezés felfuttatása révén, a gazdaság olyan átállítása, ami csillagászati államadóssághoz vezetett, és Németország számára nem csak lehetővé, hanem gazdaságilag is elkerülhetetlenné tette az idegen területek mellett a külföldi javak megszerzéséért is folytatandó rablóháború megindítását. Schacht távozott, helyébe Hermann Göring lépett a „gazdasági Führer” szerepébe. Az állam eladósodása gyorsan, a fegyverkezés egyre jobban felpörgött. Az egyik szűk keresztmetszet a nyersanyaghiány lett, amit a műanyagipar fejlesztésével, „pótanyagok” alkalmazásával igyekeztek orvosolni. A gazdaságtalanul alacsony vastartalmú ércek feldolgozására létrejött a Hermann Göring Werke. A gazdaságosság követelményeit egyre inkább figyelmen kívül hagyták, rablógazdálkodás folyt a meglévő erőforrásokkal.
A náci politika nem a mindennapi gazdasági döntésekbe avatkozott be, hanem magát az egész gazdaságot állította át olyan vágányra, ahol már az önmozgása is a politikai háborús igényeinek teljesítésére sarkallta. Hiába ismerte vagy ismerhette fel a tőkések egy része, hogy ez az út katasztrófába vezet, napi gazdasági érdekeik a helyzet elfogadását diktálták nekik.

### Bibliográfia
- Adler, Les K., and Thomas G. Patterson. "Red Fascism: The Merger of Nazi Germany and Soviet Russia in the American Image of Totalitarianism." American Historical Review 75 (April 1970): 1046-64. in JSTOR
- Alpers, Benjamin L. Dictators, Democracy, and American Public Culture: Envisioning the Totalitarian Enemy, 1920s-1950s. University of North Carolina Press. 2003
- Baker, David, "The political economy of fascism: Myth or reality, or myth and reality?" New Political Economy, Volume 11, Issue 2 June 2006, pages 227 - 250
- Blum, George P. The Rise of Fascism in Europe Greenwood Press, 1998
- Brady, Robert A. The Spirit and Structure of German Fascism 1937.
- Brady, Robert A. Business as a System of Power. New York: Columbia University Press, 1943, argues National Association of Manufacturers (NAM) as well as NRA were proto-fascist
- Braun, Hans-Joachim. The German Economy in the Twentieth Century, Routledge, 1990.
- Brinkley, Alan. The End of Reform: New Deal Liberalism in Recession and War. Vintage, 1995.
- Burnham, James. The Managerial Revolution: What Is Happening in the World 1941.
- Cannistraro, Philip (ed.). Historical Dictionary of Fascist Italy, Greenwood Press, 1982
- Diggins, John P. Mussolini and Fascism: The View from America. Princeton University Press, 1972.
- Falk, Richard. "Will the Empire be Fascist?," The Transnational Foundation for Peace and Future Research, March 24, 2003, .
- Feuer, Lewis S. "American Travelers to the Soviet Union 1917-1932: The Formation of a Component of New Deal Ideology." American Quarterly 14 (June 1962): 119-49. in JSTOR
- Griffin, Roger.  The Nature of Fascism London, Routledge, 1993
- Kershaw, Ian. The Nazi Dictatorship. Problems and Perspectives of Interpretation, London, Arnold, 3rd edn, 1993.
- Leighton, Joseph A. Social Philosophies in Conflict, D. Appleton-Century Company, 1937.
- Lyttelton, Adrian (editor). Liberal and fascist Italy, 1900-1945, Oxford University Press, 2002.
- Maddux, Thomas R. "Red Fascism, Brown Bolshevism: The American Image of Totalitarianism in the 1930s." Historian' 40 (November 1977): 85-103.
- Mises, Ludwig von Omnipotent Government: The Rise of Total State and Total War, Yale University Press, 1944.
- Morgan, Philip. Fascism in Europe, 1919-1945 Routledge. 2002
- Payne, Stanley G. A History of Fascism, 1914-1945 1995
- Paxton, Robert O.. The Anatomy of Fascism, New York: Alfred A. Knopf, 2004
- Pells, Richard H. Radical Visions and American Dreams: Culture and Thought in the Depressions Years. Harper and Row, 1973.
- Rosenof, Theodore. Economics in the Long Run: New Deal Theorists and Their Legacies, 1933-1993. University of North Carolina Press, 1997.
- Salvemini, Gaetano. Italian Fascism. London: Victor Gollancz Ltd., 1938.
- Schmidt, Carl T. The corporate state in action; Italy under fascism, Oxford University Press, 1939.
- Schweitzer, Arthur. Big Business in the Third Reich, Bloomington, Indiana University Press, 1964.
- Sohn-Rethel. Alfred. Economy and Class Structure of German Fascism, CSE Books, 1978 ISBN 0-906336-01-5
- Skotheim, Robert Allen. Totalitarianism and American Social Thought. Holt, Rinehart, and Winston, 1971.
- Sternhell, Zeev, with Mario Sznajder and Maia Asheri, The Birth of Fascist Ideology, translated by David Maisel (Princeton: Princeton University Press, [1989] 1995).
- Swedberg, Richard; Schumpeter: A Biography Princeton University Press, 1991.
- Turner, Henry A. German Big Business and the Rise of Hitler, 1985.
- Welk, William G. Fascist Economic Policy, Harvard University Press, 1938.
- Wiesen, S. Jonathan. German Industry and the Third Reich Dimensions: A Journal of Holocaust Studies Vol. 13, No. 2
- Haseler, Stephen The Death of British Democracy: Study of Britain's Political Present and Future. Prometheus Books 1976. p. 153

## Fordítás
Ez a szócikk részben vagy egészben  az   Economics of fascism című angol Wikipédia-szócikk fordításán alapul.  Az eredeti cikk szerkesztőit annak laptörténete sorolja fel. Ez a jelzés csupán a megfogalmazás eredetét és a szerzői jogokat jelzi, nem szolgál a cikkben szereplő információk forrásmegjelöléseként.